# I tre lupetti
I tre lupetti (Three Little Wolves) è un film del 1936 diretto da David Hand.
È un cortometraggio d'animazione della serie Sinfonie allegre, distribuito negli Stati Uniti dalla United Artists il 18 aprile 1936. Il film è il secondo sequel de I tre porcellini (1933) dopo Cappuccetto Rosso (1934), e fu a sua volta seguito da Jimmy porcellino inventore (1939), è vagamente ispirato alla fiaba Al lupo! Al lupo!. I tre lupetti è noto per raffigurare simbolismi che fanno esplicite allusioni ad Adolf Hitler (incarnato dalla figura del lupo).

## Trama

Ezechiele istruisce i figli

Mentre Ezechiele Lupo istruisce i suoi tre dispettosi figli sulle parti commestibili di un maiale, Jimmy sta costruendo una macchina chiamata "ammansitore per lupi", ma mentre lavora, viene disturbato dai fratelli, che suonano un corno d'allarme. Infuriato, Jimmy li avverte che se dovesse arrivare il lupo e loro suonassero l'allarme, lui non verrà ad aiutarli, perché penserà che è uno dei loro scherzi. Nel frattempo, Ezechiele arriva sul posto con i figli e si traveste da Bo Peep, dicendo a Timmy e Tommy di aver perso le sue pecorelle. I due porcellini trovano le "pecorelle", ossia i lupetti travestiti, che poco dopo si dirigono verso la loro tana, con al seguito Timmy, Tommy ed Ezechiele ancora travestito. Nella tana, Ezechiele chiude a chiave la porta, dopodiché rivela il suo travestimento ai porcellini, che vengono subito dopo assaliti dai lupetti. Timmy suona il corno per chiamare Jimmy, ma quest'ultimo, credendo che si tratti di un altro scherzo, lo ignora e torna a lavorare.
Mentre Ezechiele si appresta a cucinare i porcellini, un lupetto si mette a suonare il corno; Timmy e Tommy lo sfidano a suonare più forte, ma lui non ci riesce. Ezechiele, infuriato, gli prende il corno e ci soffia talmente forte da provocare una folata di vento che, a molti metri di distanza, scaraventa per aria Jimmy, che stavolta capisce che si tratta davvero del lupo, così corre in aiuto dei fratelli, portandosi dietro l'ammansitore per lupi. Travestitosi da ortolano italiano, Jimmy riesce ad attirare Ezechiele nella macchina, che lo picchia ripetutamente e lo spara via lontano, seguito dai figli. I tre porcellini tornano a casa vittoriosi suonando Chi ha paura del lupo cattivo? e portando le mutande di Ezechiele come uno stendardo.

## Distribuzione

### Edizione italiana
Il film fu distribuito in Italia nel 1937 in lingua originale. Fu doppiato in italiano dal Gruppo Trenta con dialoghi a volte scostanti dagli originali per l'inclusione nella VHS Silly Symphonies vol. 2, uscita nell'aprile 1987. Nel 2000, per l'inclusione nella VHS I tre porcellini, il corto fu ridoppiato dalla Royfilm e con dialoghi più fedeli, rimuovendo l'accento tedesco della canzone dei lupi. Tale doppiaggio venne utilizzato nelle varie occasioni successive.

### Edizioni home video

#### VHS
America del Nord
- Silly Symphonies! (19 maggio 1987)
- Favorite Stories: Three Little Pigs (11 settembre 1996)

Italia
- Silly Symphonies vol. 2 (aprile 1987)[3]
- I tre porcellini (marzo 2000)[4]
- Le fiabe volume 5: I tre porcellini e altre storie (gennaio 2003)[5]

#### DVD
Il cortometraggio fu distribuito in DVD-Video nel primo disco della raccolta Silly Symphonies, facente parte della collana Walt Disney Treasures e uscita in America del Nord il 4 dicembre 2001 e in Italia il 22 aprile 2004. In America del Nord fu incluso anche nel DVD Three Little Pigs, uscito il 7 aprile 2009 come secondo volume della collana Walt Disney Animation Collection. In Italia è invece incluso nel DVD I tre porcellini e altre storie, uscito il 20 maggio 2004 come quinto volume della collana Le fiabe.